# Фор (насеље)
Фор (фр. Fors) насеље је и општина у западној Француској у региону Поату-Шарант, у департману Де Севр која припада префектури Ниор.
По подацима из 2011. године у општини је живело 1715 становника, а густина насељености је износила 91,13 становника/km². Општина се простире на површини од 18,82 km². Налази се на средњој надморској висини од 55 метара (максималној 66 m, а минималној 25 m).

## Демографија
| 1962. | 1968. | 1975. | 1982. | 1990. | 1999. | 2006. | 2011. |
| ----- | ----- | ----- | ----- | ----- | ----- | ----- | ----- |
| 724   | 731   | 819   | 1.296 | 1.406 | 1.347 | 1.577 | 1.715 |

График промене броја становника у току последњих година